# Rue Casino
 (mai 2025).

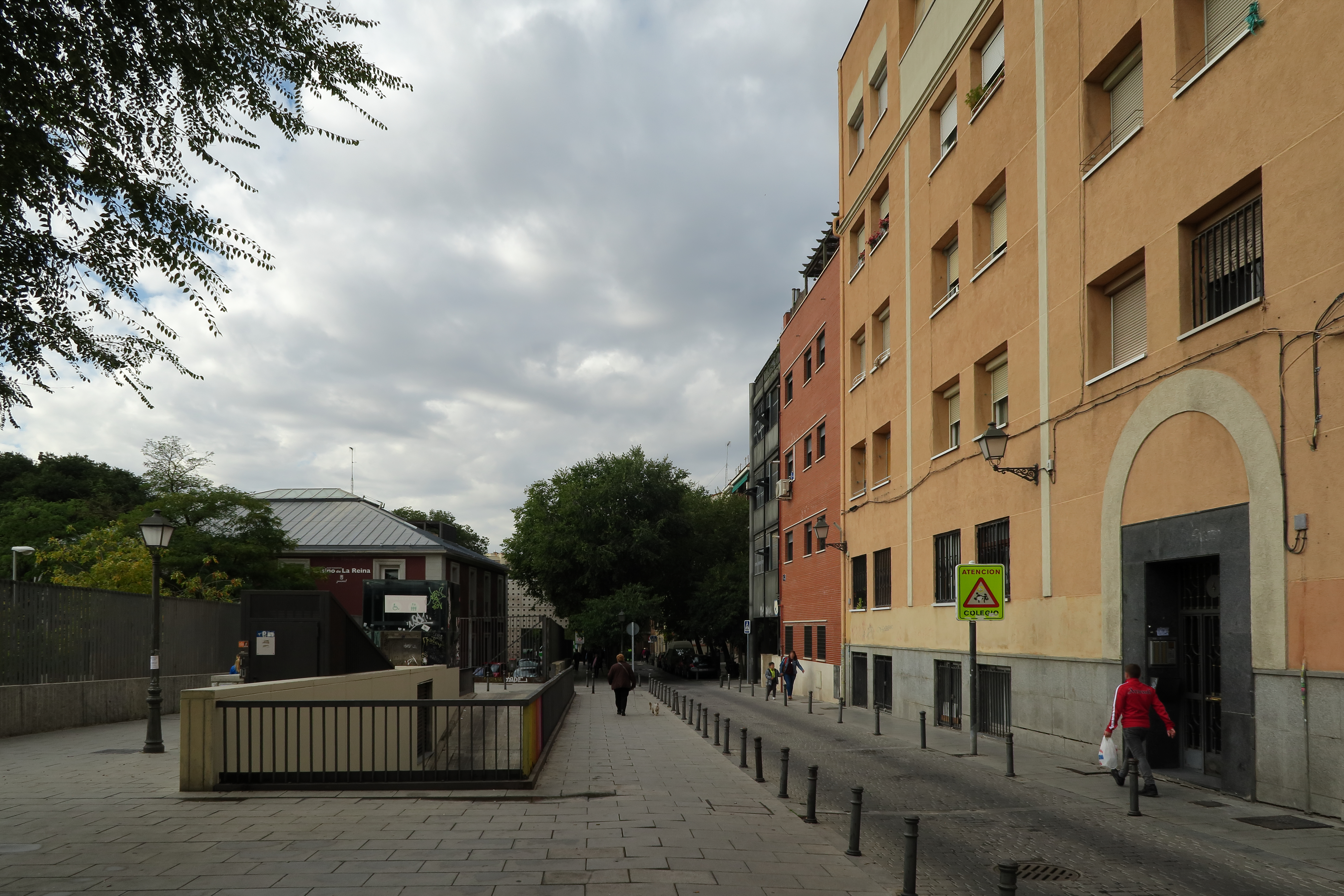
Rue Casino, vue du nº 4 (en 2016)

La rue du Casino est une voie publique courte de la ville espagnole de Madrid, située dans le quartier des Ambassadeurs, qui descend comme suite de la rue du Tribulete, depuis la rue des Ambassadeurs, jusqu'à la ribera de Curtidores.

## Odonymie
Elle tient son nom de la propriété connue comme Casino de la Reine, cadeau de la Mairie de Madrid à Isabel de Bragance, deuxième épouse du roi Fernando VII d'Espagne dans le premier quart du XIXe siècle. De cette propriété ne reste qu'une portion de son grand parc.

## Histoire
La rue a d'abord été appelée « rue du Soleil », et sur le plan d'Espinosa figure comme suite de la rue du Tribulete. Selon la fiche que Hilario Peñasco et Carlos Cambronero donnent dans leur étude sur les rues de Madrid, les terrains furent à l'origine ceux du "clergé teatino" avant de passer aux mains de la Mairie madrilène en 1816, puis à la reine Isabel de Bragance, avec une superficie de "plus de 13 fanegas" (ancienne mesure agraire). Ils notent, en citant Mesonero Romanos, une autre version dans laquelle figure comme propriétaire initial un légendaire "prêtre Bayo", qui aurait donné le nom de l'ancien quartier Verger du Bayo ou du prêtre Bayo. Ils évoquent aussi une fontaine qui existait dans cette rue avec des eaux du voyage du Bas Abroñigal. Au cours du XIXe siècle, le fait que la façade postérieure de l'hôtel particulier de la reine donnât sur cette voie conduisit à la nommer rue du Casino.